# Mothermania
Mothermania (podtitul The Best of the Mothers) je kompilace americké experimentální rockové skupiny The Mothers of Invention, vydaná v roce 1969 a nahrané v letech 1966–1968. Album produkoval frontman skupiny Frank Zappa.

## Seznam skladeb
Všechny skladby napsal(i) Frank Zappa. 
| Strana 1 | Strana 1                  | Strana 1 |
| Pořadí   | Název                     | Délka    |
| -------- | ------------------------- | -------- |
| 1.       | Brown Shoes Don’t Make It | 7:26     |
| 2.       | Mother People             | 1:41     |
| 3.       | Duke of Prunes            | 5:09     |
| 4.       | Call Any Vegetable        | 4:31     |
| 5.       | The Idiot Bastard Son     | 2:26     |

| Strana 2 | Strana 2                               | Strana 2 |
| Pořadí   | Název                                  | Délka    |
| -------- | -------------------------------------- | -------- |
| 1.       | It Can’t Happen Here                   | 3:13     |
| 2.       | You’re Probably Wondering Why I’m Here | 3:37     |
| 3.       | Who Are The Brain Police?              | 3:22     |
| 4.       | Plastic People                         | 3:40     |
| 5.       | Hungry Freaks, Daddy                   | 3:27     |
| 6.       | America Drinks and Goes Home           | 2:43     |

## Sestava
- Frank Zappa – kytara, piáno, zpěv
- Jimmy Carl Black – bicí, perkuse
- Roy Estrada – baskytara, zpěv
- Don Preston – baskytara, klávesy
- Euclid James Sherwood – kytara, zpěv
- Arthur Tripp
- Ian Underwood